# Heinrich Strecker
Heinrich Strecker, né le 24 février 1893 à Vienne et décédé le 28 juin 1981 à Baden bei Wien est un compositeur autrichien d'opérettes et de chansons viennoises.

## Biographie
Heinrich Strecker est le fils de Heinrich Georg Strecker, originaire de Ljubljana et maître tailleur à Margareten (5e arrondissement de Vienne) et de sa femme Theresa, originaire de Vienne. À l'âge de six ans, il vit avec sa grand-mère à Vienne. À la mort de son père, qui avait trouvé un poste de maître-tailleur à Aix-la-Chapelle, il entre, en 1903 au collège des Lazaristes de Theux, en Belgique. Il y reste 7 ans. Là, on découvre et encourage son talent musical. À la fin de ses études secondaires, il joue de douze instruments.
Le violon est son instrument de prédilection. En 1907, Strecker compose sa première œuvre, un concerto pour violon en la majeur. Il l’interprète la même année devant le roi des Belges Léopold II qui l'apprécie particulièrement.
En 1910, Strecker retourne à Vienne et obtient son baccalauréat à Wels. Il entame alors des études de droit à l'université de Vienne. Le déclenchement de la Première Guerre mondiale l'empêche de poursuivre ses études. Il se consacre exclusivement à la musique. Il étudie deux ans auprès de Camillo Horn et, dans un premier temps, compose des œuvres classiques. Il écrit quelques musiques de danse et de film mais se tourne bien vite vers la chanson viennoise (Wienerlied).
Le 20 janvier 1932, la première de son opérette Mädel aus Wien a lieu au Burgtheater de Vienne. Son Singspiel Ännchen von Tharau, en collaboration avec Bruno Hardt-Warden, est créé le 21 septembre 1933 à Breslau. Il est aussi le compositeur de la chanson Drunt’ in der Lobau, pour laquelle le librettiste Fritz Löhner-Beda (assassiné a Auschwitz III Monowitz en 1942) écrit les paroles.
Strecker devient membre du parti nazi autrichien en 1933, et en est le représentant régional de la communauté culturelle de Vienne. Immédiatement après l'Anschluss de l'Autriche par le Troisième Reich, son opérette Der ewige Walzer (La Valse éternelle), présentée pour la première fois à Brême, est créée le 18 mai 1938 au Volksoper de Vienne. La même année, il écrit une chanson avec accompagnement de piano Deutsch-Österreich ist frei! (L'Autriche allemande est libre!) et le lied pour chœur et orchestre Wach auf, deutsche Wachau! (Réveille-toi, Allemagne ! Réveille-toi). Il est nommé vice-président de la société autrichienne d'auteur AKM (Staatlich genehmigte Gesellschaft der Autoren, Komponisten und Musikverleger) ; en outre, il pouvait acquérir plusieurs éditions musicales dans le cadre de l'« aryanisation ».

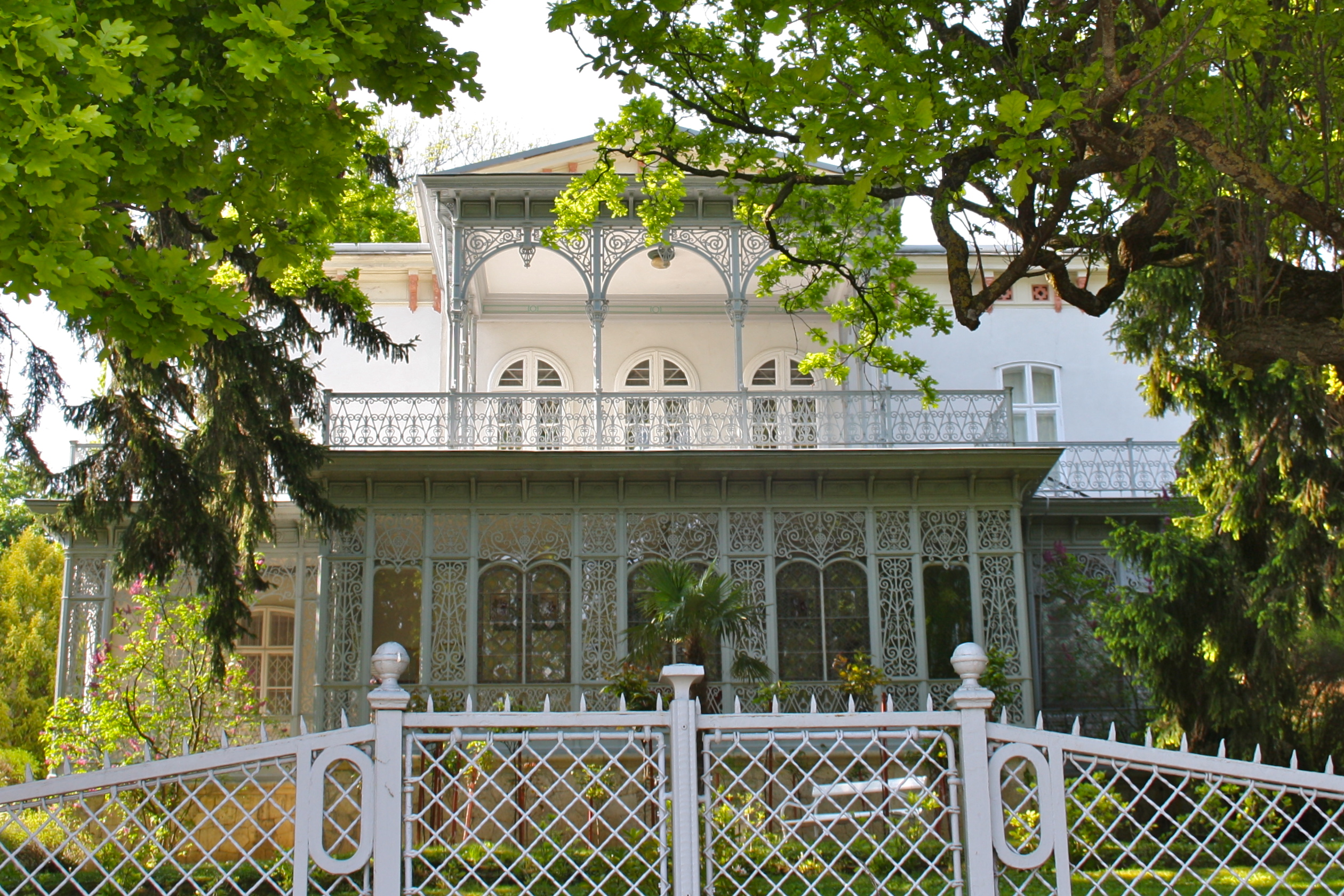
La villa Marchetstraße 76.

À partir de 1940, il vit à Baden (à l'exception de l'immédiat après-guerre), dans la banlieue viennoise. En 1942, il achète une villa construite en 1846, Marchetstraße 76, depuis 2014, siège de la société Heinrich Strecker. Il y décède le 28 juin 1981 et est inhumé dans le cimetière de la ville.
Au cours de sa carrière, Strecker a composé plus de 350 œuvres, de nombreuses chansons, valses, marches, des opérettes et des musiques de films. Sa musique est toujours très populaire en Autriche, et des concerts sont parfois donnés dans son ancienne maison à Baden.

## Œuvres principales

### Chansons viennoises
- Drunt’ in der Lobau
- Ja, ja der Wein ist gut
- Auf der Lahmgrub’n da steht ein altes Haus
- Grüß mir die Stadt der Lieder
- An der blauen Donau
- Wann a Weana Musi spielt
- Das war in Petersdorf

### Œuvres lyriques
- Mädel aus Wien, opérette, 1931
- Ännchen von Tharau, Singspiel en 3 actes, 1933
- Der ewige Walzer, opérette, 1938
- Honeymoon,  opérette, 2002

### Musique de film
- Spiel an Bord , 1936
- Narren im Schnee, 1938
- Meine Tochter lebt in Wien, 1940
- Vier Mädel aus der Wachau, 1957

## Source de traduction
- (de) Cet article est partiellement ou en totalité issu de l’article de Wikipédia en allemand intitulé « Heinrich Strecker (Komponist) » (voir la liste des auteurs).